# Pěnčín (powiat Jablonec nad Nysą)
Pěnčín – gmina w Czechach, w powiecie Jablonec nad Nysą, w kraju libereckim.
1 stycznia 2017 gminę zamieszkiwało 1956 osób, a ich średni wiek 40,9 roku.